# 山梨中央银行
山梨中央銀行（日语：／ Yamanashi Chuo ginkō */?）是總部位於日本山梨縣甲府市的地方銀行，創立於1941年，為甲府金融圈核心機構之一。業務包括存款、貸款、投信、保險、證券與外匯等，支援地區中小企業與個人金融需求。截至2025年3月期，全行合併營收約605億日圓，純利約76.7億日圓，總資產規模達4.53兆日圓，員工約1,594名。

## 歷史
- 1941年：由山梨縣下層金融機構合併設立為山梨中央銀行。
- 戰後時期：逐步擴展服務網絡，設立多地支店與網銀分行。
- 2020年代：推動數位轉型並設置香港代表處，支援國際業務拓展。

## 業務範疇
- 山梨中央銀行為地區主要金融服務提供者，覆蓋：
- 個人、企業存放款、信用貸款、房貸、教育貸款
- 投資信託、證券經紀、外匯交易、保險銷售
- 資金清算、卡片清算、投資分析、商業顧問
- 網銀、行動金融、電子票據等數位化金融服務

## 據點分佈

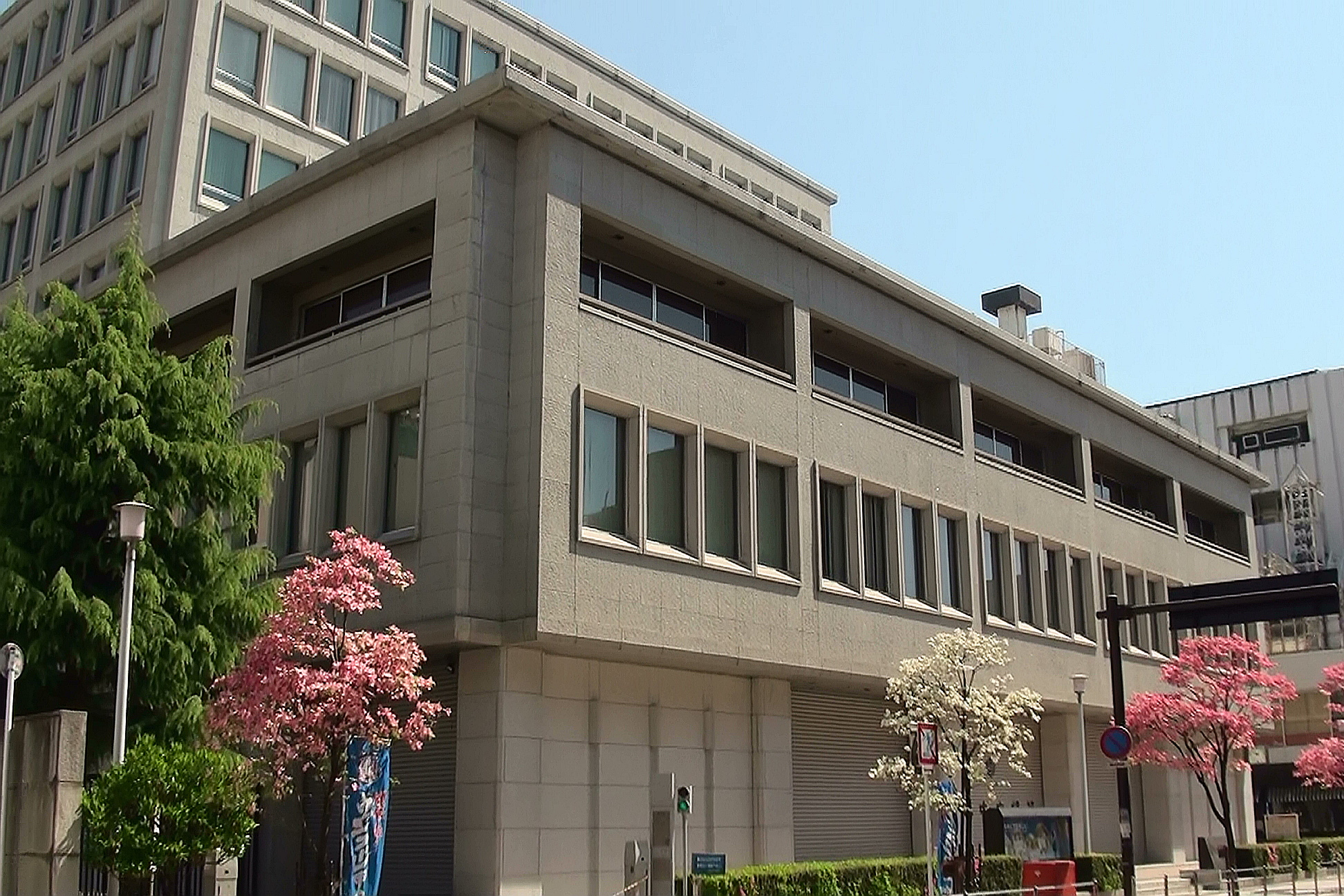
總行（甲府市）
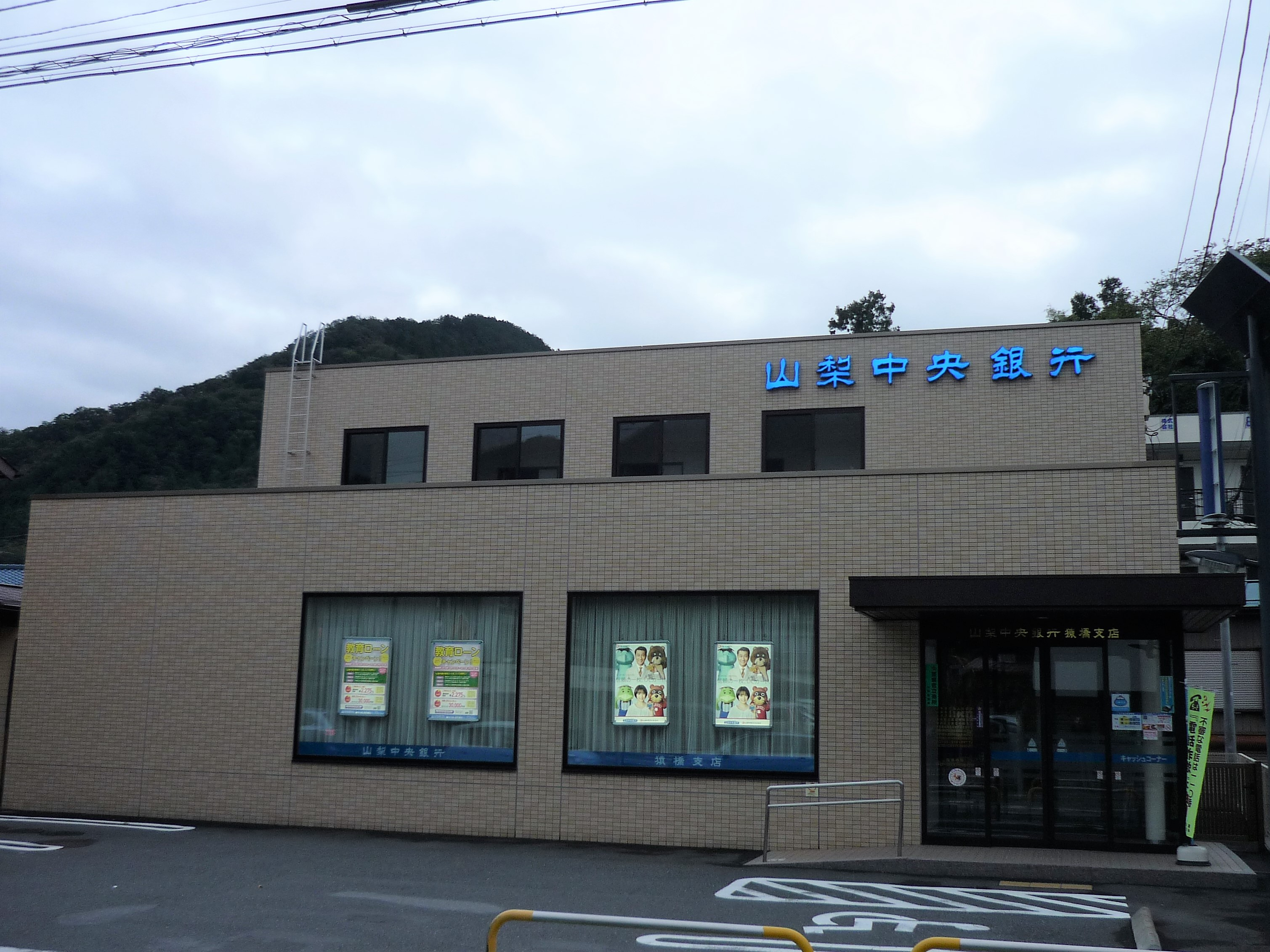
猿橋分行
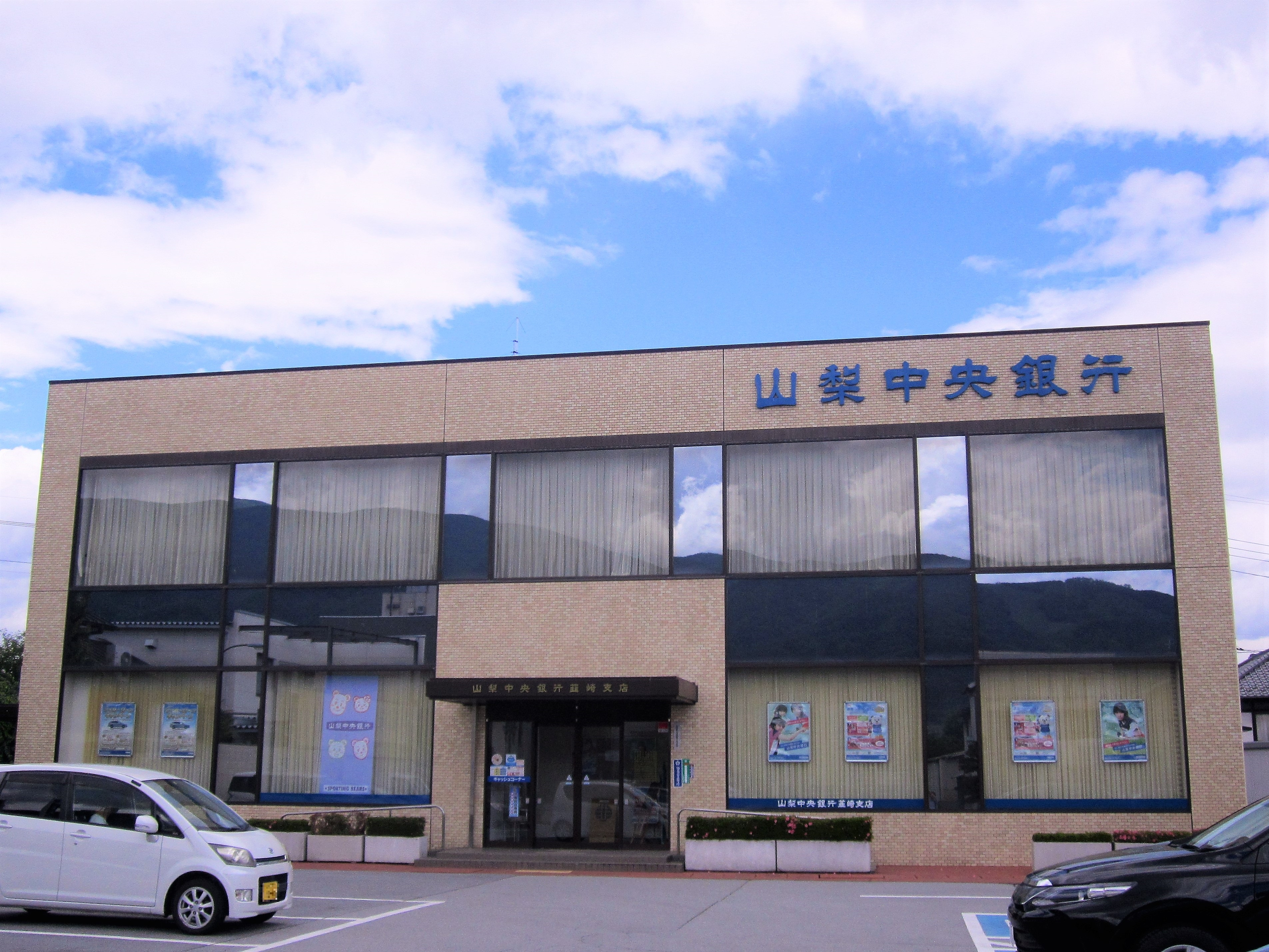
韮崎分行
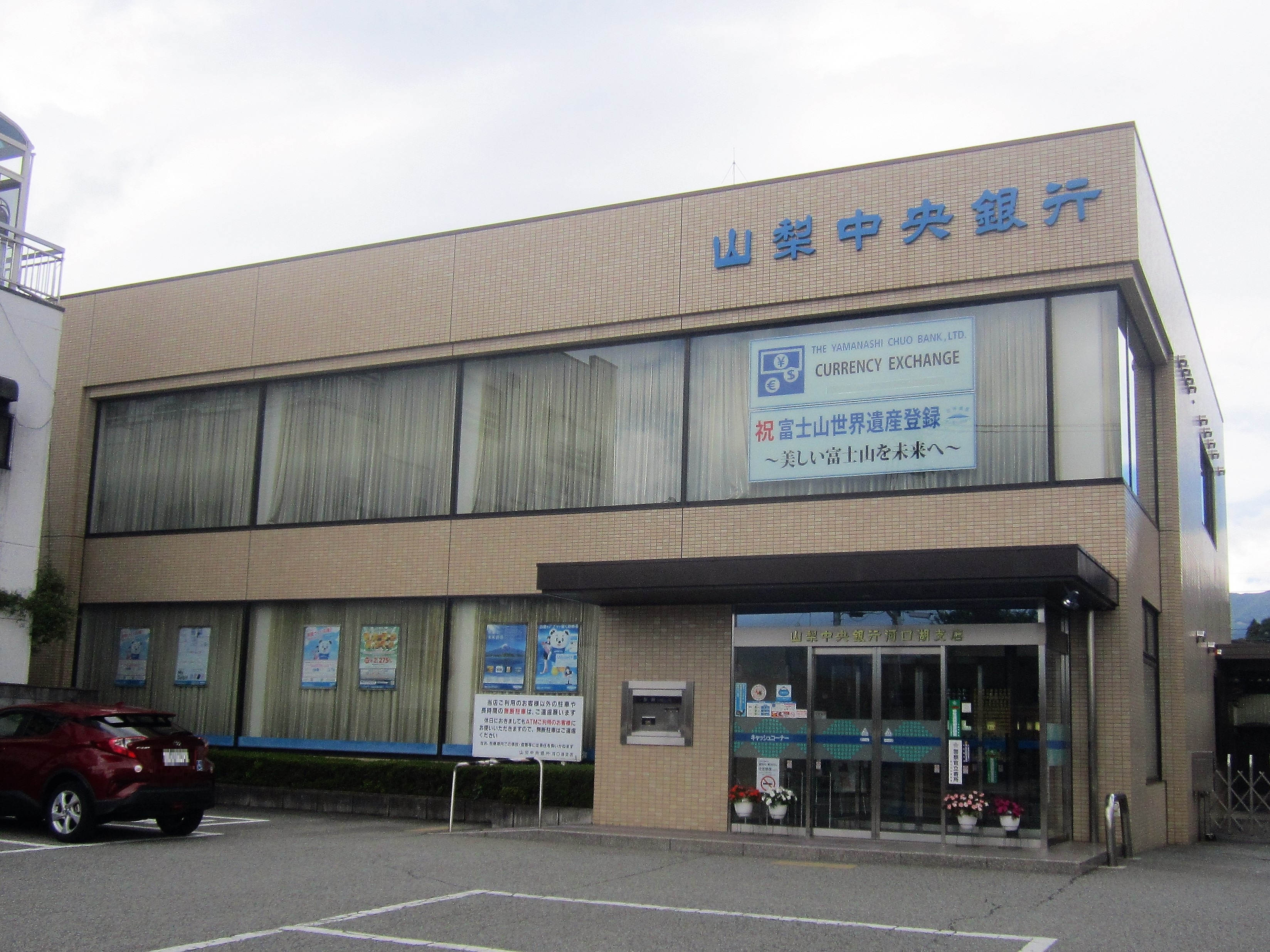
河口湖分行
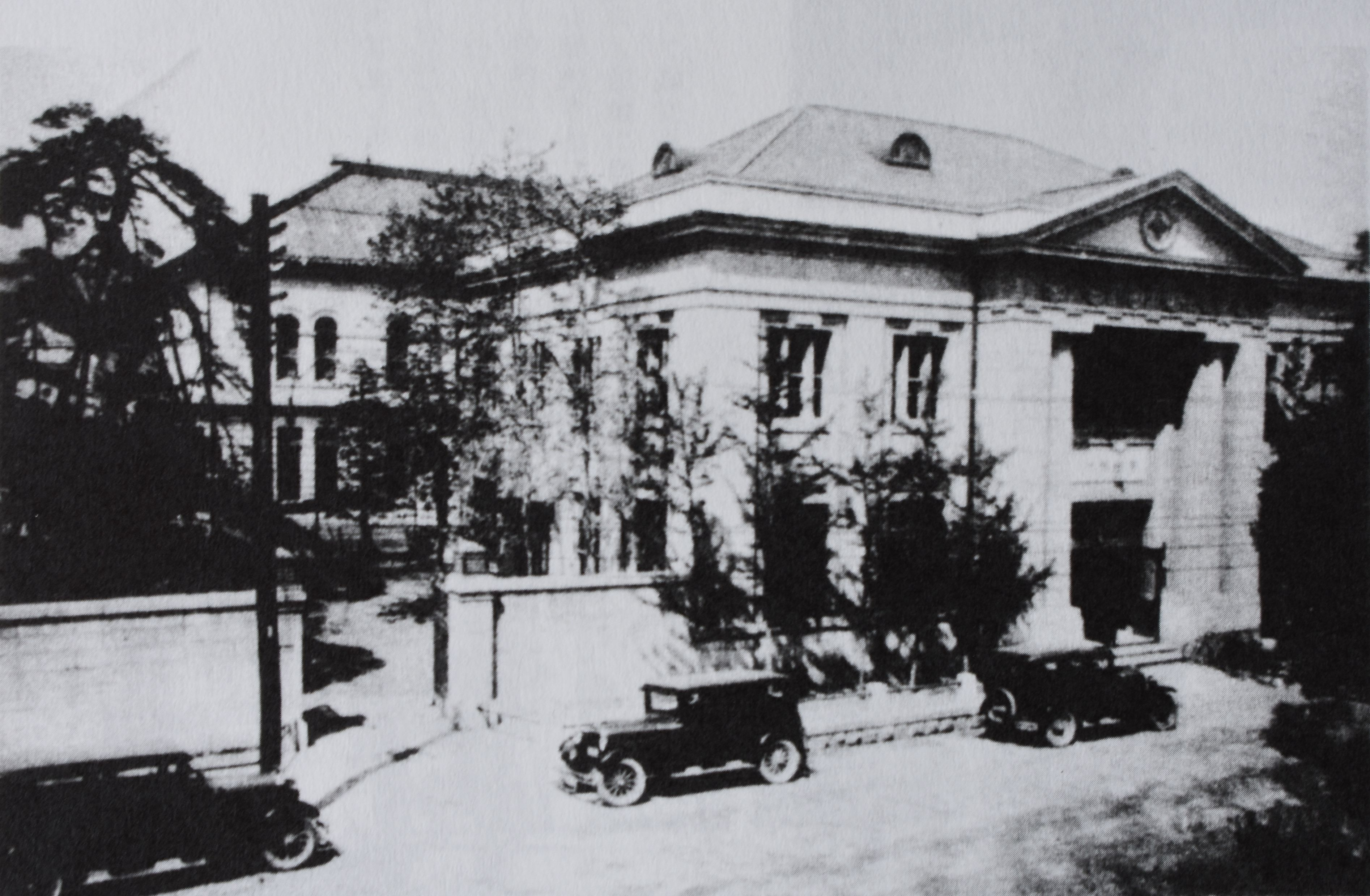
舊甲府市第十銀行

截至2025年3月，營運包含90家實體分行、1間網銀分行、2處出張所，以及香港代表處，構成全縣及跨境金融信賴網絡。

## 事件

### 2021年行員竊取現金
2021年1月29日，該行韮崎分行一名前行員（32歲）涉嫌從櫃台盜取約2,300萬日圓現金，並在同日下午曾發生不明火災。該員於3月被懲戒解雇，警方起訴其竊盜罪，而不明火行為則未予起訴，銀行已向監管機構報備並公開道歉。

### 2024年10月信用卡私用案
2024年9–10月，東村山分行一名前支店長使用銀行貸予的信用卡支付個人高速公路與汽油費用，累積約140萬日圓，經調查事實屬實，該員於9月1日被降職處分，並已全額賠償，銀行未進行刑事訴訟。

### 「富士山・阿爾卑斯聯盟」
2025年3月27日，山梨中央銀行與靜岡銀行、八十二銀行簽署包括業務提携協議，共同成立「富士山・阿爾卑斯聯盟」（Mt. Fuji ・Alps Alliance）。此聯盟基於2020年啟動的「靜岡・山梨聯盟」，目的是透過三行協作：
- 支援地方人口流動與移居計畫
- 引進國際人才與資金
- 推動中小企業成長與M&A、事業承接等共同服務。據公開新聞稿，聯盟的五年營收目標已自100億日圓上修至120億日圓，此舉被視為對抗地區人口減少與經濟低迷的策略 。

### 2023–2024年 ATM 偽造卡片與詐騙防範強化
山梨中央銀行在2023年積極應對偽造或盜用卡片相關詐騙案件，於年內推動多項 ATM 安全強化措施：
- 引進生體認證 IC 卡（手掌靜脈認證），以提升卡片使用安全性。
- 開啟 ATM 暗碼亂序鍵盤，防止暗碼被窺視或攝影復製。
- 設置隔板、防窺膜與後方鏡，降低他人偷窺風險。
- ATM偵測異常後立即警示並封鎖卡片，並在每日超限操作自動停止卡片使用。

上述措施記錄於銀行《整合報告書 2023》，在推出後顯著降低偽卡提款事件，並進一步提升客戶信心與地方媒體正面報導肯定。